# Chiesa di San Michele (Casale Monferrato)
La Chiesa di San Michele, chiamata anche Chiesa dei Nobili, poiché ancora oggi di proprietà delle nobili famiglie locali. Si trova a Casale Monferrato nei pressi di Palazzo Treville e del Duomo, una porzione del cui cimitero fu concessa all'inizio del XVI secolo proprio a detta confraternita perché vi potesse erigere un proprio luogo di culto. La Chiesa è la sede di una confraternita e di un antico oratorio.

## Storia e descrizione
L'edificio, a pianta ottagonale e sormontato da una cupola, è completamente affrescato da Giorgio Alberini, mentre le decorazioni della cupola sono di mano del pavese Giovanni Antonio Cassano e datano dal 1597. Raffigurano le storie dei tre arcangeli Michele, Gabriele e Raffaele ed ognuna è separata dalle contigue tramite mascheroni e grotteschi. Nelle nicchie alle pareti sono presenti sei tele del Moncalvo: Annunciazione, Annuncio ai pastori, Natività, San Michele Arcangelo, Madonna Assunta con San Francesco e monaco certosino, Riposo in Egitto. Il disegno preparatorio per il San Michele è conservato presso la Biblioteca Reale di Torino. L'ultimo quadro, Il sogno di San Giuseppe, è opera del 1627 di Guglielmo Crosio.